# Резолюция 169 на Съвета за сигурност на ООН
Резолюция 161 на Съвета за сигурност на ООН е приета на 21 февруари 1961 г. по повод кризата в Република Конго (днес Демократична република Конго).
Като потвърждава политиката и целите на ООН по отношение на Република Конго, съдържащи се в резолюциите на Съвета и Общото събрание по въпроса, Съветът за сигурност осъжда сепаратизма на местните власти в Катанга и въоръжените нападения срещу войските и персонала на ООН в Конго. Резолюцията настоява за незабавно прекратяване на тези действия и изисква от генералния секретар на ООН да предприеме енергични мерки, включително използването на военна сила при необходимост, за ареста, задържането и депортирането на всичкия чуждестранен военен и паравоенен персонал и политически съветници в Конго, които не се намират под командването на ООН, в това число наемниците, и да предприеме съответните мерки за предотвратяване на повторното им връщане в страната.
Освен това Резолюция 169 признава централното правителство на Конго за единствената легитимна власт, която има право да ръководи външните отношения на страната, и на която Съветът за сигурност в твърдо решен да оказва пълна подкрепа за възстановяването на реда и сигурността в страната и запазването на нейната цялост. Такава подкрепа за централното правителство на Конго резолюцията изисква и от останалите държави членки на организацията, които са призовани също да се въздържат от всякакви действия, които са в противоречие с политиката на ООН по отношение на Конго.
Резолюция 169 е приета с мнозинство от 9 гласа „за“ и двама „въздържали се“ – Франция и Обединеното кралство.